# Utricularia leptorhyncha
Utricularia leptorhyncha är en tätörtsväxtart som beskrevs av Schwarz. Utricularia leptorhyncha ingår i släktet bläddror, och familjen tätörtsväxter. Inga underarter finns listade i Catalogue of Life.